# Hu Jintao
Pour les articles homonymes, voir Hu.
Dans ce nom chinois, le nom de famille, Hu, précède le nom personnel.
Hu Jintao (chinois simplifié : 胡锦涛 ; pinyin : Hú Jǐntāo [ xǔ tɕìntʰáu]), né le 21 décembre 1942 à Taizhou, Jiangsu (à environ 300 km à l’ouest de Shanghai), est un homme d'État chinois. 
Il est secrétaire général du PCC du 15 novembre 2002 au 15 novembre 2012 et président de la république populaire de Chine du 15 mars 2003 au 14 mars 2013, en ayant été réélu le 15 mars 2008 par l'Assemblée nationale populaire.

## Biographie

### Origines et études
Né dans une famille de commerçants du centre de l'Anhui (son clan ancestral étant originaire du district de Jixi), Hu Jintao effectue ses études dans le département d’hydro-électricité à l’université Tsinghua de Pékin. 

### Parcours politique
Il adhère au parti communiste en 1964 et alterne ensuite des séjours dans la capitale et dans les régions pauvres de l’Ouest. Instructeur politique à son université entre 1965 et 1968 — en pleine révolution culturelle — il fait un premier séjour au Gansu en 1968 et un deuxième en 1974.

#### Secrétaire national de la Ligue des Jeunesses communistes (1982)
Hu y est très apprécié de Song Ping, secrétaire du Comité provincial et « conservateur » influent à Pékin, qui devient son protecteur et l'envoie en stage à l’École centrale du parti vers 1980-81. En 1981, Hu Jintao rencontre Hu Deping (en), le fils de Hu Yaobang. Lors du XIIe congrès du parti (septembre 1982), Hu Jintao devient — avant l’âge de 40 ans — membre suppléant du Comité central et premier Secrétaire national de la Ligue des Jeunesses communistes.

#### Secrétaire du PCC dans la région autonome du Tibet (1988-1992)
Apprécié par Zhao Ziyang, le nouveau chef réformiste du parti, il est nommé, le 9 décembre 1988, avec le soutien de Deng Xiaoping, au poste de secrétaire du PCC dans la région autonome du Tibet, laquelle connaît des troubles depuis 18 mois, troubles qu'il réprimera. Selon Ronald D. Schwartz, professeur en sociologie agrégé à l'université Memorial de Terre-Neuve au Canada, s'il remplaça Wu Jinghua, bien vu des Tibétains, officiellement pour raison de santé, l'éviction de ce dernier serait liée à son incapacité à contenir les manifestations au Tibet. Sa nomination signifie la poursuite de la politique de réformes au Tibet. Dès son arrivée le 12 janvier 1989, il annonce un ensemble de projets de développement comportant un accroissement des investissements et mettant l'accent sur le développement de l'économie marchande. Le 18 janvier, il en appelle au respect des coutumes et de la religion locales et à la promotion de la langue tibétaine.
Deux mois après sa nomination, et contre l'avis de Zhao Ziyang, il fait transférer au Tibet une dizaine de milliers de militaires.
Dans son ouvrage Tibet, Tibet : une histoire personnelle d'un pays perdu, l'écrivain Patrick French note que Hu Jintao passa à Pékin les deux dernières années de son mandat de secrétaire du Parti communiste de la région autonome du Tibet. Il quitte ce poste en novembre 1992.

#### Bureau politique et Comité central (1992)
À l’automne de 1992, Deng Xiaoping s’intéresse à lui de près et décide de le propulser vers le sommet. Désigné par Deng comme le « noyau de la quatrième génération de dirigeants », Hu Jintao est nommé membre du Comité permanent du Bureau politique du PCC et du secrétariat du Comité central, nominations sanctionnées par le XIVe congrès du parti en octobre 1992 (14e Politburo).

#### Ascension vers la présidence de la République
Dans sa marche vers le sommet, Hu Jintao est nommé en outre président de l’École centrale du Parti (en octobre 1993), vice-président de la République (mars 1998) et premier vice-président de la Commission militaire centrale (en 1999), au sein du 15e Politburo, puis du 16e et du 17e.

#### Secrétaire général du Parti et président de la République (2002, 2003)
Il est élu secrétaire général du Parti communiste chinois le 15 novembre 2002 et est réélu pour 5 ans le 22 octobre 2007. Il est élu président de la république populaire de Chine le 15 mars 2003 et est réélu pour 5 ans le 15 mars 2008 par l'Assemblée nationale populaire.

#### Perte d'influence, succession et mise à l'écart
En octobre 2010, Xi Jinping fut nommé vice-président de la Commission militaire centrale du Parti communiste chinois. Cette nomination « implique qu'il deviendra sans aucun doute le secrétaire général du PCC en novembre 2012, puis le président en mars 2013 », selon Willy Lam, analyste politique de l'université chinoise de Hong Kong,. Xi remplace officiellement Hu à la tête du PCC le 15 novembre 2012, puis à la tête de l’État le 14 mars 2013.
En mars 2012, Hu Jintao est éclaboussé par le scandale de l'accident de Ling Gu, le fils de Ling Jihua, son chef de cabinet. L'accident qui révèle le train de vie de Ling Jihua sonne la fin de l’influence de Hu Jintao et des hommes de la « Ligue de la jeunesse » dans la succession du pouvoir,. L'enquête et les indiscrétions qui l'accompagnent montrent que Ling Jihua était un allié secret de Bo Xilai et son principal atout au cœur du pouvoir. En 2016, celui qui fut le principal conseiller de l’ancien chef d’État entre 2007 et 2012 est reconnu coupable de corruption.
Le 22 octobre 2022, lors de l’ouverture de la séance de clôture du 20e congrès national du Parti communiste chinois, Hu Jintao, âgé de près de 80 ans, est aidé par un assistant pour arriver jusqu’à son siège, situé sur la tribune face aux gradins du palais de l'Assemblée du peuple, puis est invité à s’asseoir par Xi Jinping, son voisin. Un peu plus tard, il est poussé à se lever de son siège par Kong Shaoxun, secrétaire particulier de Xi, et par un employé ; après avoir tenté d’attraper des documents qui n’étaient pas les siens et qui sont retenus par Xi, il est escorté vers la sortie. Pour justifier cette évacuation, les autorités font état de problèmes de santé de l’ancien président,,.

### Programme politique

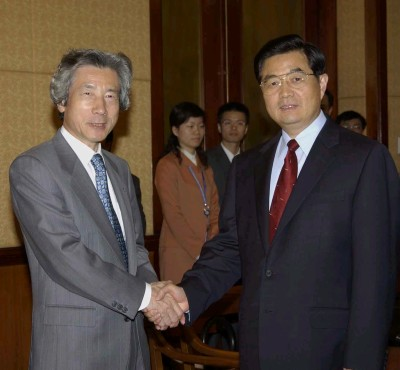
Hu Jintao avec le premier ministre japonais Jun'ichirō Koizumi (Jakarta, 23 novembre 2004).

En mars 2010, Yu Jianrong, directeur du centre de recherche sur les problèmes sociaux à l’Académie des Sciences sociales, affirme que la politique de Hu Jintao et de Wen Jiabao a échoué, et qu’elle est vouée à l’échec, mettant en garde contre la possibilité de troubles sociaux,.

### Droits de l'homme
Lors d'un voyage officiel aux États-Unis en janvier 2011, Hu Jintao a évoqué la question des droits de l'homme en Chine. L'ONG Reporters sans frontières indique que, selon un haut responsable américain, le président Barack Obama a évoqué le cas de Liu Xiaobo auprès du président chinois. Ce dernier a indiqué publiquement que « la Chine est toujours attachée à la protection et à la promotion des droits de l’homme », et que « d’énormes progrès ont été réalisés », mais « qu’il reste encore beaucoup à faire ».

## Critiques et accusations

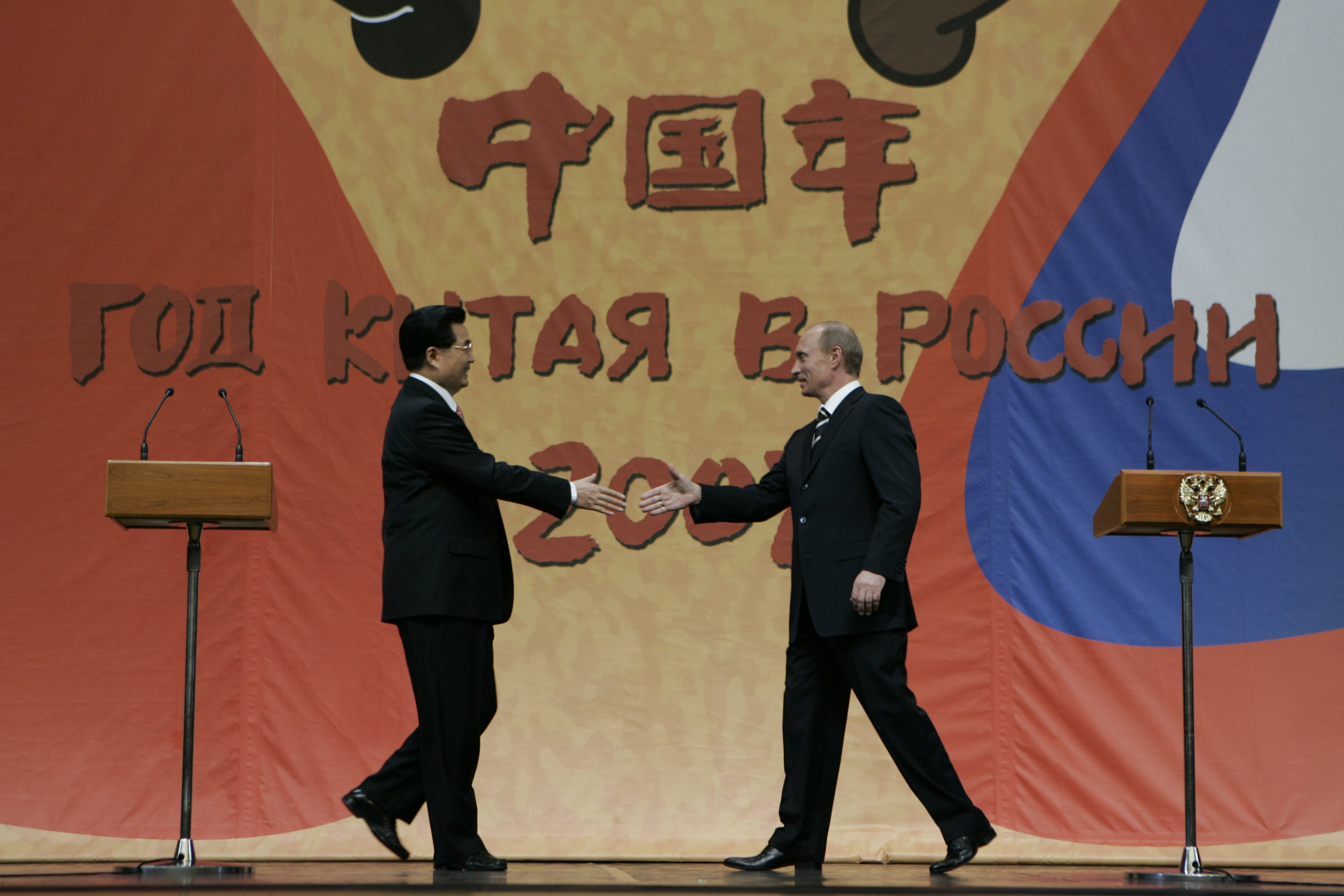
Hu Jintao avec le président russe, Vladimir Poutine (Moscou, 26 mars 2007).

Les troubles au Tibet en 1989 furent brutalement réprimés par Hu Jintao, ce qui lui valut le surnom de « boucher de Lhassa » de la part des militants de la « cause tibétaine »,. Selon Tang Daxian, un ancien journaliste chinois aujourd'hui réfugié en Occident, les manifestations des 5 et 6 mars 1989 à Lhassa se seraient soldées par la mort de 450 Tibétains. Ce chiffre, qui est en contradiction avec le chiffre officiel d'une douzaine de morts, provient, à ce qu'il affirme, d'un document chinois confidentiel en sa possession.

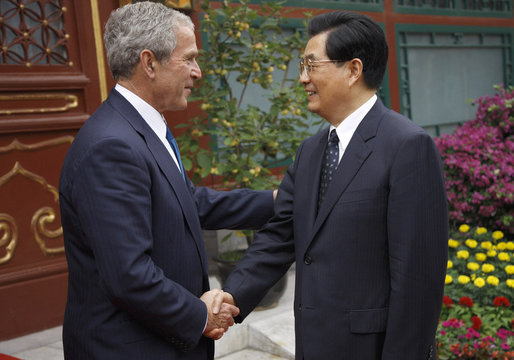
Hu Jintao avec le président des États-Unis, George W. Bush (Pékin, 10 août 2008).

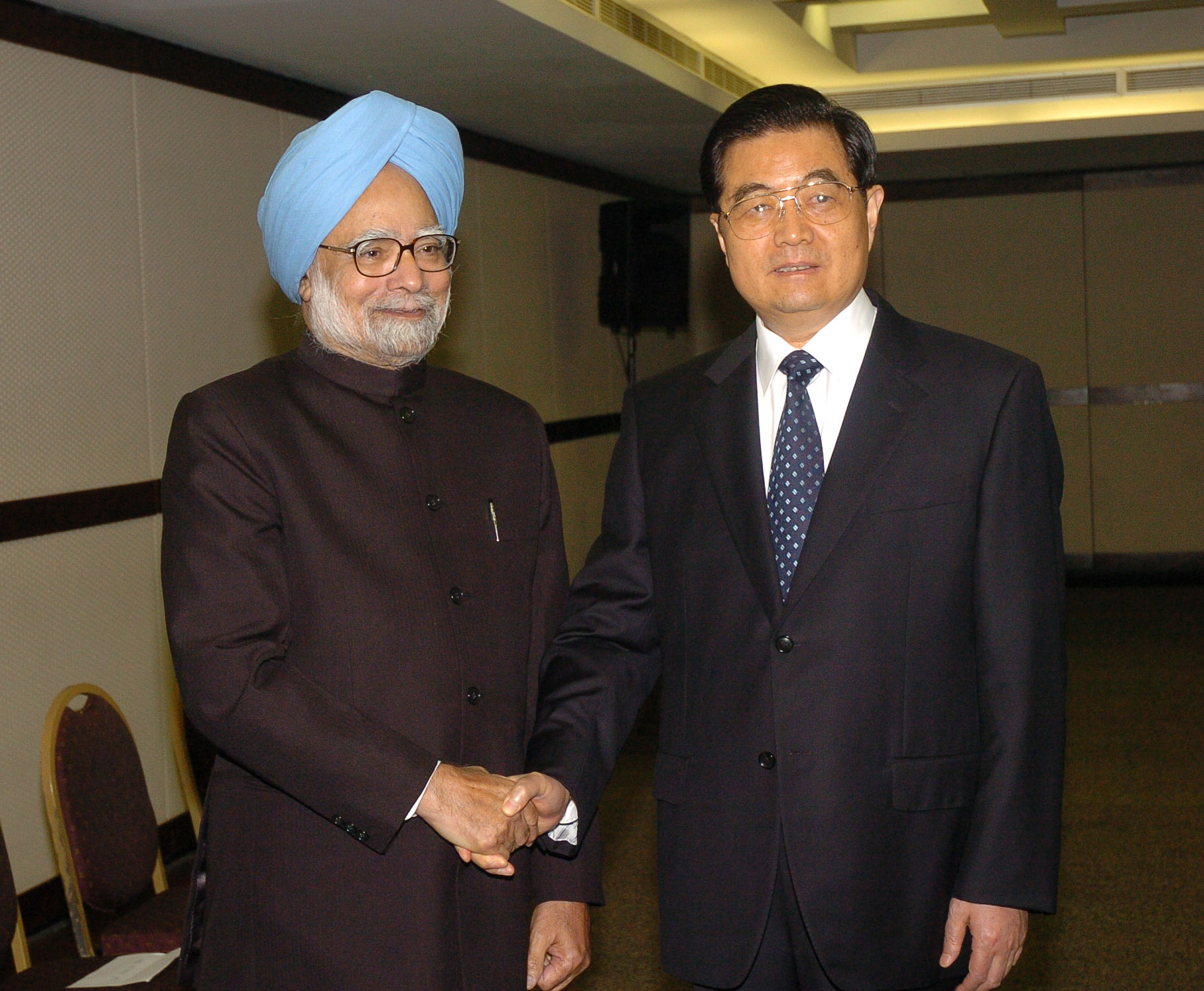
Hu Jintao avec le premier ministre indien Manmohan Singh (Brasilia, 15 avril 2010).

Le 10 octobre 2013, l'Audience nationale espagnole a annoncé qu'elle allait enquêter sur plusieurs dirigeants chinois, dont Hu Jintao, pour génocide au Tibet, dans le cadre d'une procédure ouverte en 2006 à la demande du Comité de soutien au Tibet, du professeur José Elías Esteve, secrétaire de l'Institut des droits de l'homme de l'université de Valence, et de Thubten Wangchen, député du Parlement tibétain en exil possédant la nationalité espagnole. Le 19 novembre 2013, la Cour nationale espagnole a donné des ordres pour informer Hu Jintao de l'acte d'accusation et l'interroger sur sa politique au Tibet et a rendu un arrêt qui devrait entraîner l'émission de mandats d'interpellation de 5 anciens dirigeants chinois soupçonnés d'avoir bafoué les droits de l'homme au Tibet : Jiang Zemin, ancien président et secrétaire du Parti, Li Peng, Premier ministre lors de la répression au Tibet dans les années 1980 et au début des années 1990, Qiao Shi, ancien chef de la sécurité chinois et responsable de la Police armée du peuple pendant la période de la loi martiale au Tibet à la fin des années 1980 ; Chen Kuiyuan, secrétaire du Parti de la région autonome du Tibet de 1992 à 2001, et Deng Delyun (également connu sous le nom Peng Peiyun (en)), ministre de la Planification familiale dans les années 1990,.
Selon la BBC, de nombreux Tibétains croient qu'il est impliqué dans la mort inattendue, en 1989, du 10e panchen-lama, le deuxième plus haut dirigeant religieux du Tibet. Le dissident chinois d'ethnie mongole Yuan Hongbing a affirmé que Hu Jintao avait planifié cette mort. En octobre 2013, il publie avec Namloyak Dhungser un livre sur la mort du 10e panchen-lama, dans lequel les auteurs dévoilent le complot de l'assassinat par le Parti communiste chinois (PCC) du 10e panchen-lama. Le livre décrit comment Deng Xiaoping et d'autres oligarques, membres fondateurs du PCC, ont pris la décision d'assassiner par empoisonnement le 10e panchen-lama, et ce sous la direction de Hu Jintao et Wen Jiabao, et la mise en œuvre de Meng Hongwei, Hu Chunhua et Zhou Meizhen.

## Famille
Hu Jintao est marié à Liu Yongqing, qu'il a rencontré à l'université Tsinghua. Deux enfants sont nés de ce mariage : Hu Haifeng et Hu Haiqing.
Son fils Hu Haifeng est un homme d'affaires chinois. En 2008, celui-ci est promu secrétaire du parti communiste de Tsinghua Holdings, qui contrôle Nuctech (en) et plus de 20 autres sociétés. Sa fille Hu Haiqing est mariée à Mao Daolin (en), ancien patron du site Internet Sina.com.

## Décorations
- Grand-croix de l'ordre du Mérite national ( Colombie)
- Médaille de l'ordre de José Martí ( Cuba)
- Grand cordon de l'ordre suprême de la Renaissance ( Jordanie)
- Grand cordon de l'ordre national Malagasy ( Madagascar)
- Collier de l'ordre de la république de Pakistan (en) ( Pakistan)
- Grand-croix de l'ordre du Soleil ( Pérou)
- Collier de l'ordre de Saarmyrat Türkmenbaşy le Grand (en) ( Turkménistan)
- Première classe de l'ordre du Prince Iaroslav le Sage ( Ukraine)